# Bartholomew Ogbeche
Bartholomew Ogbeche, född 1 oktober 1984 i Ogoja i Nigeria, är en nigeriansk fotbollsspelare som spelar för indiska Mumbai City.

## Klubbkarriär
Ogbeche spelade för Paris Saint-Germain i Frankrike mellan 2001 och 2005 och var under den tiden även utlånad till SC Bastia och FC Metz. Under en säsong spelade han även för den arabiska klubben Al-Jazira innan han tog steget till Spanien och då Deportivo Alavés.
Den 6 juni 2019 värvades Ogbeche av indiska Kerala Blasters. Han blev delad skytteligavinnare säsongen 2019/2020 med 15 gjorda mål. I oktober 2020 värvades han av Mumbai City.

## Landslagskarriär
Ogbeche representerade Nigeria i VM 2002, bara 17 år gammal.